# Ophiorrhiza exigua
Ophiorrhiza exigua är en måreväxtart som först beskrevs av Hui Lin Li, och fick sitt nu gällande namn av Hsien Shui Lo. Ophiorrhiza exigua ingår i släktet Ophiorrhiza och familjen måreväxter. Inga underarter finns listade i Catalogue of Life.